# 細川一成
細川 一成（ほそかわ かずなり、1976年‐）は日本のPRプランナー。石川県出身。電通パブリックリレーションズ所属。

## 経歴
大阪教育大学教育学部卒業後、ゲーム制作会社で広報として活動。その後、電通パブリックリレーションズに移籍した。
2008年から藤代裕之らとともにWOMマーケティング協議会世話人を務めた（2018年現在理事）ほか、「川城一直」のペンネームでPR評論活動や、講演活動を行っている。